# Jeopardy!
«Jeopardy!» (с англ. — «Рискуй!», дословно «опасное положение») — американская телевизионная игра-викторина, автором которой является Мерв Гриффин. Суть игры заключается в том, что участники отвечают на вопросы из области общих знаний: каждый вопрос представлен в виде утверждения о некоем предмете, а игрок должен дать свой ответ в форме вопроса, назвав искомый предмет. Дневная версия впервые вышла на NBC 30 марта 1964 года и показывалась до 3 января 1975 года. Вечерняя еженедельная синдикативная версия выходила с сентября 1974 по сентябрь 1975 года, далее на NBC выходила программа The All-New Jeopardy! с октября 1978 по март 1979 годы. С 10 сентября 1984 года выходит современная версия производства Sony Pictures Television. Закадровый голос — Джонни Гилберт.
С 10 сентября 1984 по 8 января 2021 года Алекс Требек вёл шоу в течение 36 лет 15 недель, причем последние 35 эпизодов транслировались посмертно после его смерти 8 ноября 2020 г. Требек провел 8261 эпизод синдицированного игрового шоу (8 243 игры синдицированного игрового шоу). версии, 13 эпизодов сетевого турнира в 1990 году и пять эпизодов сетевого турнира в 2020 году). Исполнительный продюсер Майкл Дж. Ричардс, ведущий десять эпизодов с 22 февраля по 5 марта 2021 года, был объявлен 11 августа 2021 года новым ведущим синдицированной версии. Актриса Маим Бялик, доктор философии, которая также провела две недели в 37-м сезоне, будет проводить сетевые турниры. После одного съемочного дня из пяти шоу Sony уволила Ричардса с должности исполнительного продюсера и ведущего, когда вновь всплыли обвинения в неправомерном поведении во время его предыдущей работы с RTL Group в 2008—2019 годах вместе с его намеренным желанием взять на себя руководство шоу на постоянной основе, будучи исполнительным продюсером. . Бялик был модератором синдицированной игры еще на три недели.
Всего вышло свыше 7 тысяч эпизодов телеигры Jeopardy!. Она является лауреатом 33 дневных премий «Эмми» и является единственной игрой, вышедшей после 1960-х годов и получившей премию Пибоди. В 2013 году программа заняла 45-е место по версии журнала TV Guide в рейтинге 60 самых популярных телепередач в истории США. Версии программы выходят во многих странах мира. 34-й сезон программы стартовал 11 сентября 2017 года.
В 2011 году робот IBM Watson выиграл в американскую версию игры у двух рекордсменов: Кена Дженнингса и Брэда Руттера.

## Правила игры
Три участника занимают места за игровыми столами: действующий чемпион игры занимает крайний левый (со стороны телезрителя) стол. Они участвуют в викторине, состоящей из трёх раундов «Jeopardy!», «Double Jeopardy!» и «Final Jeopardy!». Темы вопросов разнообразны: от истории до текущих событий, от науки до искусства, от поп-культуры до классической литературы и языков. Названия категорий вопросов часто включают игру слов, фрагменты различных произведений или пословиц и поговорок. Ведущий называет темы вопросов перед каждым раундом. За правильные ответы игрок зарабатывает очки, за неправильные теряет их. Тот, кто наберёт по итогам последнего раунда больше всего очков, и станет победителем игры.

### Первые два раунда
В каждом из первых двух раундов игрокам предлагается на выбор 30 вопросов: по 5 вопросов в каждой из 6 категорий. Сложность каждого вопроса оценивается в очках, 1 очко равняется 1 доллару. Сумму в долларах игрок получит за правильный ответ, а в случае неверного ответа он её потеряет, причём чем больше разыгрываемая сумма, тем сложнее вопрос. В первых выпусках программы стоимость вопроса варьировалась от 10 до 50 долларов, в The All-New Jeopardy! — от 25 до 125 долларов. В настоящее время в первом раунде игрок может заработать от 100 до 500 долларов (26 ноября 2001 года в первом раунде суммы были удвоены). В выпусках со звёздами стоимость вопроса в первом раунде удваивается, но выражается в очках.
Действующий чемпион игры начинает первый раунд и может выбрать любой из вопросов. Ведущий зачитывает вопрос, который появляется параллельно на экране. После зачитывания вопроса игрок, который считает, что знает верный ответ, должен нажать на кнопку на столе: тот, кто нажмёт кнопку раньше других, должен будет огласить ответ, но обязательно в форме вопроса. Например, при выборе категории «Президенты» и вопроса стоимостью 200 долларов ведущий читает утверждение «Этот „отец-основатель“ на самом деле не срубал вишню», а игрок для получения суммы в 200 долларов должен будет ответить «Кто такой Джордж Вашингтон?». Также при выборе категории «Сказки» ведущий может зачитать утверждение «Она рассказывала сказки в книге „Тысяча и одна ночь“», а правильным ответом будет вопрос «Кто такая Шехерезада?». У игрока есть 5 секунд для ответа на вопрос: если он даст верный ответ, то зарабатывает сумму, эквивалентную в долларах, и может выбирать следующий вопрос. Если он не даст ответа после нажатия кнопки или даст неверный ответ, он теряет такую же сумму (теоретически может уйти в минус). После ошибки одного игрока своё право ответить имеют другие игроки. Если же никто не даст ответа, то ведущий сам зачитает верный ответ. Тот, кто выбирал вопрос последним, в таком случае продолжает игру и выбирает вопрос. Во втором раунде также предлагаются шесть категорий с 5 вопросами стоимостью от 200 до 1000 долларов (в выпусках Super Jeopardy! их стоимость идёт от 500 до 2500 очков). Игрок с наименьшим числом очков начинает выбор; если же ничья, то тот, кто стоит ближе всего к чемпионскому месту, начинает раунд. Правила игры те же самые во втором раунде.
Если в первых выпусках игроки могли дать свой ответ ещё до того, как ведущий закончит читать вопрос, то с сентября 1985 года это исключено: за ведущим в студии находится лампочка, которая загорается после прочтения вопроса и служит сигналом о том, что можно отвечать на вопрос. В случае фальстарта кнопка игрока блокируется на полсекунды. Правило ввели для того, чтобы уравнять шансы игроков и не позволять игрокам с быстрой реакцией решать исход игры раньше времени. До 1985 года нажатие кнопки сопровождалось звуковым сигналом, но по просьбе Алекса Требека от этого отказались, чтобы не мешать игрокам и зрителям, поскольку иногда звуки были слышны, пока Требек читал вопрос. Слабовидящим или слепым участникам перед каждым раундом приносится карточка с именами всех категорий, написанных шрифтом Брайля.
В первом раунде за одним из вопросов спрятан так называемый бонус «Daily Double» (во втором их два): название было взято в честь термина из скачек, означающего ставку на победу жеребца в двух заездах подряд. Вопрос «Daily Double» звучит только для того, кто его открыл: нажимать на кнопку не обязательно. Игрок должен сделать ставку на этот вопрос от 5 долларов до всего своего банка (то есть он может пойти ва-банк) или до максимальной стоимости любого вопроса в раунде. В случае верного ответа игрок зарабатывает разыгрываемую сумму, в случае неверного ответа или отсутствия ответа теряет её. Вне зависимости от исхода розыгрыша этого вопроса он продолжает игру.
Одним из главных правил игры является обязательно формулировать свои ответы в форме вопросов, а не утверждений: при розыгрыше вопросов «Daily Double» и в раунде «Double Jeopardy» и ответ может быть и не принят, если не был дан в вопросительной форме и игрок не успел его исправить. Ведущий же регулярно напоминает участникам, чтобы они старались формулировать ответы именно в вопросительной форме. При первой возможности счёт может быть исправлен, если данный ранее верный ответ оказался неверным, а неверный ответ — верным. Если же после завершения игры выяснится, что какой-то из незасчитанных ответов оказался верным и его дал проигравший участник, то проигравшему разрешают вернуться в одном из следующих выпусков.
Если к концу второго раунда у участника будет неположительная сумма на счету (0 долларов или отрицательный счёт), то он покидает шоу и не участвует в финальном раунде, получая приз за 3-е место. Как минимум в одном случае финальный раунд не был разыгран, когда в одном из шоу с ведущим Артом Флемингом все три участника закончили игру с таким счётом. Правило действует и в настоящее время, однако исполнительный продюсер Гарри Фридман, согласно заявлению съёмочной группы, может в будущем отказаться от такого правила. В выпусках со звёздами Celebrity Jeopardy! участникам с неположительным счётом даётся 1000 долларов для финального раунда.

### Финал (Final Jeopardy!)
Финальный раунд «Final Jeopardy!» определяет победителя шоу. Всем участникам финала объявляется категория вопроса, после чего следует перерыв на рекламу. Во время перерыва между игровыми столами ставятся перегородки, дабы игроки не видели друг друга. Игрокам предлагается указать свою финальную ставку в размере от 0 долларов до всей суммы на счету (ва-банк). На электронном дисплее игроки при помощи световых перьев выводят указанную сумму. После этого ведущий зачитывает вопрос и даёт 30 секунд на написание ответа на дисплее. В это время звучит музыкальная тема «Think». В случае проблем с работой светового пера или дисплея участники пишут маркером ответ на карточке. Слабовидящие или слепые вводят ставку и ответ при помощи клавиатуры Брайля.
Ответы оглашаются в порядке возрастания суммы на счетах игроков, то есть первым оглашают ответ игрока с наименьшим счётом. В случае верного ответа игрок получает сумму, которую он ставил; если он даст неверный ответ (в том числе ответит в форме утверждения, а не вопроса) или вообще не даст никакого ответа, он теряет разыгрываемую сумму. Тот, кто наберёт больше всего денег на своём счету, станет победителем шоу, получит причитающийся ему выигрыш и право выступить в следующей игре. В случае ничьи между игроками, борющимися за 2-е место, тот, у кого было больше денег перед финальным раундом, будет признан занявшим 2-е место. Если же у всех окажется на счету 0 долларов, то победителя не будет: на основе результатов перед финалом лидер и занявший 2-е место получат призы за 2-е место, а занявший 3-е место — соответственно, приз за 3-е место.
Наблюдения за ставками, которые делают игроки в финальном раунде, приводят к простому выводу: если лидер более чем вдвое опережает своего ближайшего конкурента по очкам, то теоретически он останется недосягаемым при определённой небольшой ставке, даже если его ближайший конкурент пойдёт ва-банк и победит:269. Чемпион колледжа по Jeopardy! Кит Уильямс говорит, что игроку нужно правильно рассчитать ставку, чтобы остаться недосягаемым, поскольку всего один доллар может решить исход поединка. Впрочем, по словам Джорджа Джилберта и Кита Уильямса, многие игроки в 1990-е годы делали достаточно крупные ставки:269.

### Призы
Победитель игры получает сумму в долларах, эквивалентную набранным им очкам, и право выступить в следующей игре, остальные же игроки получают утешительные призы: с 16 мая 2002 года они составляют 2000 долларов для занявшего 2-е место и 1000 долларов для занявшего 3-е место. Поскольку программа не оплачивает проживание или перелёт участников в Лос-Анджелес, выигранные деньги они тратят преимущественно на это, однако программа делает исключения для чемпионов, которые обязаны совершить несколько перелётов в Лос-Анджелес. До 1984 года все участники получали денежный эквивалент тех средств, которые заработали за игру (те, кто оставался с нулевым или отрицательным результатом, получали утешительные призы). Решение об увеличении выплат было принято, чтобы усилить азарт игроков и не провоцировать конфликты с игроками, которые отказывались от участия в игре или ставок в финальном раунде, не желая рисковать заработанными деньгами. До 2002 года проигравшие участники получали в качестве призов различные туристические путёвки от спонсоров. Выплатой выигрышей занимается компания Geico.

### Чемпионы игры
Победитель каждого выпуска, набравший максимальную сумму, возвращается для участия в следующих играх с новыми противниками. Изначально тот, кто выигрывал пять игр подряд, получал право выступить в турнире лучших игроков Jeopardy!, однако это правило отменили 8 сентября 2003 года. Для определения победителя в случае ничьей разыгрывается дополнительный вопрос: если один игрок даст верный ответ, а его противник ошибётся при ответе на этот же вопрос, то давший верный ответ и объявляется победителем. Если же оба дают неверный ответ, им зачитывается другой вопрос. Это правило применяется только в турнирах.
В прошлом, если два или три человека набирали одинаковую сумму, то все они получали звания победителей игры и зарабатывали свои деньги, возвращаясь в следующем выпуске. 29 января 2014 года сразу два игрока набрали одинаковое количество очков — Артур Чу и Кэролайн Коллинз, причём Артур Чу следовал советам Кита Уильямса при выборе ставки. 16 марта 2007 года сразу три игрока набрали одинаковую сумму: Скотт Вайсс, Джейми Кирби и Андерс Мартинсон получили по 16 тысяч долларов.
В некоторых выпусках по итогам результатов финального раунда победитель не был объявлен, поскольку у всех игроков на счету оказалась неположительная сумма. В последний раз такое случилось 18 января 2016 года, причём в двух турнирах 1991 года (среди старших) и 2013 (среди детей), а также в выпуске со звёздами 1998 года все трое закончили игру с нулевым результатом. В таком случае два игрока получают приз за 2-е место, один — за 3-е место по традиционным правилам, а их места в новом выпуске занимают новые игроки. В турнирной игре, если игра должна быть победной, все игроки финального раунда участвуют в одном и том же тай-брейке, чтобы определить игрока, который пройдет дальше.
В случае, если победивший игрок не в состоянии выступить в следующем выпуске из-за серьёзных обстоятельств (занятость на работе, семейные дела или болезнь), то в следующей программе участвуют новые игроки, а победивший игрок может выступить в одном из следующих выпусков. Так, победительница выпуска 16 января 2009 года Присцилла Болл из-за болезни пропустила съёмки следующего выпуска и вернулась 9 апреля 2009 года. 21 декабря 2015 года победу одержала Клаудия Коррьере, однако в промежуток между съёмками она устраивалась на работу, поэтому пропустила следующий выпуск и вернулась только 18 января 2016 года, проиграв в итоге поединок вместе со своими обоими конкурентами. Обычно два чемпиона определяют путём жеребьёвки, кто будет начинать игру. В случае с тремя новыми игроками также проводится жеребьёвка.  14 сентября 2020 года чемпион 4 дней Зак Ньюкирк не смог принять участие в начале 37-го сезона из-за ограничений на поездки, введенных после того, как Ньюкирк выиграл свою четвертую игру в эпизоде, записанном 11 марта 2020 года (трансляция 12 июня 2020 года), а сезон 36 был внезапно отменен из-за ограничений штата Калифорния после того, как инцидент с Руди Гобером остановил Калифорнию. Три новых игрока приняли участие, поскольку игроки Западного побережья участвовали в оставшейся части ведения Алексом Требеком сезона 37. Ньюкирк записал свою пятую игру 8 декабря 2020 года, на третий день записи после того, как Кен Дженнингс стал временным ведущим, после того как жителю Вирджинии разрешили вернуться в Калвер-Сити, где чемпион 4 игр играл против Брайана Чанга, чемпиона 7 игр. Ньюкирк выиграл игру, и еще одну игру, в общей сложности шесть побед, официально последний чемпион Алекса Требека.

### Турниры
Турнир состоит из 10 игр с участием 15 человек: в первых 5 выпусках определяются участники полуфиналов — 5 победителей и 4 лучших игрока, занявших 2-е места. В следующих трёх выпусках проводятся полуфиналы, победители которых выходят в финал, а в последних двух выпусках между ними разыгрывается титул победителя турнира. Формат применяется с 1985 года и разработан лично Требеком. Участников отборочных игр не допускают в студию до тех пор, пока не закончит игру предыдущая тройка игроков: это сделано, чтобы избежать «договорных встреч», когда игрок гарантированно попадает в полуфинал со 2-го места, набрав нужную сумму.
Если у игроков, борющихся за выход в полуфинал со 2-го места, равное количество очков, то выходит дальше тот, у кого больше счёт перед финалом; если же и в таком случае счёт равный, то сверяются показатели после первого раунда. Если в конце на победу претендуют два игрока с равным количеством очков, то стандартный вопрос после финала определяет победителя (однако это правило не применяется в первой игре финала). Если никто из участников матча четвертьфинала или полуфинала не заканчивает игру с положительным счётом, проходит дополнительный участник по уайлд-кард (такое случилось в 1991 и 2013 годах). В финальных играх участники, закончившие второй раунд с неположительным результатом, не играют финальный раунд в той же игре: их счёт составляет 0 долларов.

## Идея игры
В 1964 году незадолго до премьеры передачи в Associated Press была опубликована заметка, в которой Мерв Гриффин рассказал историю появления викторины:

Однажды, когда мы летели на самолёте, возвращаясь из Дулута обратно в Нью-Йорк, моей жене Джуланн пришла в голову идея. Я обдумывал идеи игровых шоу, когда она заметила, что не было ещё успешной игры в формате «вопрос — ответ» со времён скандалов на викторинах. Почему бы не сделать наоборот и давать ответы участнику, чтобы он придумывал вопрос? Она дала мне пару ответов: «5280», а вопрос «Сколько футов в одной миле?»; или «79 Wifstul Vista» — адрес героев «Fibber McGee and Molly». Идея мне понравилась, я с ней пришёл на NBC, и её приобрели без пилотных выпусков.
Оригинальный текст (англ.)My wife Julann just came up with the idea one day when we were in a plane bringing us back to New York City from Duluth. I was mulling over game show ideas, when she noted that there had not been a successful "question and answer" game on the air since the quiz show scandals. Why not do a switch, and give the answers to the contestant and let them come up with the question? She fired a couple of answers to me: "5,280" – and the question of course was "How many feet in a mile?". Another was "79 Wistful Vista"; that was Fibber and Mollie McGee's address. I loved the idea, went straight to NBC with the idea, and they bought it without even looking at a pilot show.

Первоначально Гриффин собирался включить 10 категорий по 10 вопросов каждая, однако он убедился, что камеры не смогут полностью показать таблицу вопросов, поэтому разделил игру на два раунда по 30 вопросов в каждой (6 категорий). Также он изначально хотел требовать, чтобы ответ о людях обязательно начинался со слов «Кто такой?», а о предметах или явлениях — «Что такое?», однако грамматические исправления только замедляли игру. Поэтому Гриффин разрешил принимать ответы в форме любого вопроса. Также рабочим названием игры был «What’s the Question?» (с англ. — «Что за вопрос?»), однако исполнительный продюсер Эд Вэйн сам предложил новое название, однажды оговорившись: «Там не хватает риска» (англ. It doesn't have enough jeopardies).
«Jeopardy!» является не первой игрой, в которой участники отвечали в вопросительной форме: с июля 1941 по май 1942 года Джил Фэйтс вёл викторину «CBS Television Quiz», выходившую в этом формате.

## Съёмочная группа

### Телеведущие и закадровые голоса
Первые три варианта программы вёл Арт Флеминг. Закадровым голосом в версии NBC и еженедельной синдикации был Дон Пардо, которого заменил в The All-New Jeopardy! Джон Харлэн. В 1984 году ведущим дневного шоу стал Алекс Требек: он провёл все выпуски, кроме выпуска 1 апреля 1997 года, когда его заменил Пэт Саджак, ведущий Wheel of Fortune. Требек продлил контракт с шоу в мае 2017 года до телесезона 2019/2020. Закадровым голосом в пилотной версии 1983 года был Джей Стюарт, а затем его должность занял Джонни Гилберт.
8 ноября 2020 года Алекс Требек скончался. Последние эпизоды Требека были сняты 29 октября 2020 года и первоначально должны были выйти в эфир 24-25 декабря 2020 года. Однако из-за опасений аффилированных лиц по поводу упреждений, вызванных спортивными и местными рождественскими программами, Sony перенесла трансляцию последней недели на 4-8 января 2021 года. Его преемником на посту телеведущего стал неоднократный чемпион Jeopardy! Кен Дженнингс. Эпизоды, транслируемые Дженнингсом, выходили в эфир с 11 января 2021 года по 19 февраля 2021 года. Исполнительный продюсер Майкл Дж. Ричардс вступил в должность с 22 февраля 2021 года по 5 марта 2021 года. Кэти Курик будет вести с 8 марта 2021 года по 19 марта 2021 года. Ведущим будет Мехмет Оз. с 22 марта по 2 апреля 2021 года. Аарон Роджерс будет вести с 5 апреля 2021 года по 16 апреля 2021 года. Оставшиеся 37 ведущих серии: Андерсон Купер с 19 по 30 апреля 2021 года, Билл Уитакер (репортер CBS News) с 3 по 14 мая 2021 года, Остин Коэн (чемпион по 9 играм) с 17 по 28 мая 2021 года (Турнир чемпионов), Майим Бялик с 31 мая 2021 года по 11 июня 2021 года, Саванна Гатри (ведущая NBC News) с 14 по 25 июня 2021 года, Санджай Гупта с 29 июня по 9 июля 2021 года, а последние пять ведущих провели одну неделю. Джордж Стефанопулос вел неделю с 12 по 16 июля 2021 года, Робин Робертс (ведущий новостей ABC) с 19 по 23 июля 2021 года, ЛеВар Бертон с 26 по 30 июля 2021 года, Дэвид Фабер (ведущий новостей CNBC) с 2 по 6 августа 2021 года, а спортивный комментатор Джо Бак завершил серию с 9 по 13 августа 2021 года.
11 августа 2021 года Sony назначила исполнительного продюсера Майкла Г. Ричардса ведущим 38-го сезона. Из-за проступков, допущенных им в результате его предыдущей работы в RTL Group, и обвинений в том, что он умышленно исправлял планы преемственности в качестве ведущего, он был освобожден через один день записи на пленку неделю спустя. Шоу продолжит Маим Бялик, доктор философии, который проходил с 31 мая по 11 июня 2021 года и был назначен местом проведения чемпионата колледжей сети ABC позже в этом году. Второй срок Бялика по синдицированной версии будет с 20 сентября 2021 года по 5 ноября 2021 года и будет чередоваться с Кен Дженнингс в зависимости от графика.

### Корреспонденты редакторской группы
С 24 сентября 2001 года в редакторскую группу входят корреспонденты, которые записывают видеовопросы для шоу в разных городах и странах мира. Исполнительный продюсер Гарри Фридман предложил ввести эту новинку, чтобы привлечь аудиторию и сделать шоу более современным, шагающим в ногу со временем. Всего со время введения таких видеовопросов в редакторской группе проработало более 5 тысяч человек, задававших видеовопросы.
В первоначальном составе корреспондентов работали Черил Фаррелл, Джимми Макгуайр, София Лидског и Сара Уиткомб. В 2004 году София Лидског стала ведущей информационной программы Channel One News, и в 2005 году был объявлен конкурс на вакантное место. В результате отбора победителями стали Джон Кэннон и Келли Мияхара, которые начали работу с 12 сентября 2005 года. Фаррелл появлялась в программе до октября 2008 года, Кэннон — до июля 2009 года.
Корреспонденты редакторской группы побывали в 280 городах мира, во всех 50 штатах США и 44 других странах мира. Регулярно они встречаются с фанатами и будущими участниками, а также организуют школьные викторины «Jeopardy!». Мияхара также является закадровым голосом спортивного шоу «Sports Jeopardy!».

### Авторы шоу
Первым исполнительным продюсером шоу стал Роберт Рубин, который работал продюсером самой первой версии шоу. После его повышения по службе должность продюсера заняла Линетт Уильямс. До 2000 года Мерв Гриффин был исполнительным продюсером дневной версии в телесиндикации, до 1987 года продюсером был также Алекс Требек, пока не стал соведущим шоу Classic Concentration на четыре года и не уступил пост продюсера Джорджу Восбургу, продюсеру шоу The All-New Jeopardy!. С сезона 1997/1998 продюсерами шоу стали Гарри Фридман, Лиза Финнеран и Роки Шмидт, с 1999 года Фридман стал исполнительным продюсером программы, а Гари Джонсон также был включён в продюсерский состав. В сезоне 2006/2007 должность продюсеров заняли Деб Диттманн и Бретт Шнайдер, а Финнеран, Шмидт и Джонсон стали генеральными продюсерами. В разное время режиссёрами программы работали Боб Халтгрен, Элеанор Таршис и Джефф Голдстайн. Дик Шнайдер, режиссёр The All-New Jeopardy!, был режиссёром первых восьми сезонов программы при Алексе Требеке. С 1992 года режиссёром является Кевин Маккарти, ранее работавший со Шнайдером.
В редакторскую группу входят девять составителей вопросов и пять исследователей, которые занимаются подбором категорий и вопросов. В команде долгое время работали Билли Уисс и Мишель Лауд, которые занимают сейчас должности продюсера и супервайзера редакторской группы соответственно. В разное время в группе работали Джулс Минтон, Терренс Макдоннелл, Гарри Айзенберг и Гэри Джонсон.

## Международные версии игры
| Страна                | Местное название игры                                     | Канал                                                               | Ведущий                                                                                         | Дата начала трансляции                   |
| --------------------- | --------------------------------------------------------- | ------------------------------------------------------------------- | ----------------------------------------------------------------------------------------------- | ---------------------------------------- |
| Австралия             | Jeopardy! (Рискуй!)                                       | Network Ten                                                         | Боб Сандерс (1970—1971) Мол Уолден (1971—1973) Грэхэм Уэбб (1973—1976) Эндрю Харвуд (1976—1978) | 1970—1978                                |
| Австралия             | Jeopardy! (Рискуй!)                                       | Network Ten                                                         | Тони Барбер                                                                                     | 1993 (закрыто после полугода трансляции) |
| Азербайджан           | 61!                                                       | AzTV                                                                | Лейла Гулиева (2015) DJ Фатех (2015—2018)                                                       | 2015—2018                                |
| Азербайджан           | 61!                                                       | İctimai TV                                                          | DJ Фатех (2018)                                                                                 | 2018                                     |
| Арабский мир          | الكمح El Mahaq (доля)                                     | MBC 1                                                               | Ибрагим Абоу Явдех                                                                              | 2011                                     |
| Аргентина             | Jeopardy! (Рискуй!)                                       | Canal 13                                                            | Фернандо Браво                                                                                  | 2006-?                                   |
| Бельгия (голландский) | Waagstuk! (Рискуй!)                                       | VTM                                                                 | Люс Эппермонт                                                                                   | 1990—1997                                |
| Великобритания        | Jeopardy! (Рискуй!)                                       | Channel 4                                                           | Дерек Хобсон                                                                                    | 1983—1984                                |
| Великобритания        | Jeopardy! (Рискуй!)                                       | ITV                                                                 | Крис Донат (1990) Стив Джонс (1991—1993)                                                        | 1990—1993                                |
| Великобритания        | Jeopardy! (Рискуй!)                                       | Sky One                                                             | Пол Росс                                                                                        | 1995—1996                                |
| Венгрия               | Mindent vagy semmit! (Всё или ничего!)                    | MTV                                                                 | Иштван Ваго, Габор Чузди                                                                        | 1993—2000                                |
| Венгрия               | Kockázat! (Риск!)                                         | TV 2                                                                | Габор Чузди                                                                                     | 1998—2000                                |
| Германия              | Riskant! (Рискуй!)                                        | RTL Television                                                      | Ханс-Юрген Баумлер                                                                              | 1990—1993                                |
| Германия              | Jeopardy!                                                 | RTL Television                                                      | Франк Элнстер                                                                                   | 1994—1998                                |
| Германия              | Jeopardy!                                                 | tm3                                                                 | Герри Данц                                                                                      | 1998—2000                                |
| Дания                 | Jeopardy! (Рискуй!)                                       | TV2                                                                 | Сорен Кастер                                                                                    | 1995—2000                                |
| Дания                 | Jeopardy! (Рискуй!)                                       | TV2                                                                 | Лассе Риммер                                                                                    | 2000—2003                                |
| Дания                 | Jeopardy! (Рискуй!)                                       | TV2                                                                 | Ларс Данесков                                                                                   | 2003—2005                                |
| Израиль               | מלך הטריוויה Мелех ха-тривья (Король «интересных фактов») | Israel 10                                                           | Эли Исраэли                                                                                     | 1997—2000                                |
| Испания               | Riesgo! (Риск!)                                           | Antena 3                                                            | Карлос Собера                                                                                   | 2007                                     |
| Италия                | Rischiatutto (Рискуй!)                                    | Rai Due (1970—1972), Rai Uno (1972—1974)                            | Мике Бонджорно                                                                                  | 1970—1974                                |
| Канада (французский)  | Jeopardy! (Рискуй!)                                       | TVA network                                                         | Реал Жигур                                                                                      | 1991—1993                                |
| Латвия                | Risks (Риск)                                              | TV3                                                                 | Янис Романовскис                                                                                | 15 сентября 2014 — по настоящее время    |
| Мексика               | Jeopardy! (Рискуй!)                                       | TV Azteca                                                           | Омар Фьерро                                                                                     | 1998—2000                                |
| Нидерланды            | Waagstuk! (Рискуй!)                                       | SBS6                                                                | Альберт Верлинде                                                                                | 1995                                     |
| Новая Зеландия        | Jeopardy! (Рискуй!)                                       | TVNZ                                                                | Марк Лейшман                                                                                    | 1992                                     |
| Норвегия              | Jeopardy!                                                 | TV 2 TV Norge                                                       | Йенс Брунн-Педерсен Нилс Гуннар Лие Труюгве Роннинген Х. С. Андерсен                            | 1995—2000 2004                           |
| Польша                | Va Banque! (Ва-банк!)                                     | TVP2                                                                | Казимеж Казор Пшемыслав Бабяж                                                                   | 1 марта 1996—май 2003; 2020 — н.в.       |
| Россия                | Своя игра                                                 | РТР (1994—1997), НТВ (1997—1999, 2001—настоящее время), ТВ-6 (2000) | Пётр Кулешов                                                                                    | 1994—настоящее время                     |
| Румыния               | Riști și câștigi! (Риск и выигрыш!)                       | PRO TV                                                              | Константин Котиманис Кристи Якоб                                                                | 1996—1998                                |
| Словакия              | Pokušenie! (Искушение)                                    | Markíza                                                             | Мишал Дурис Додо Дубравский                                                                     | 1996—2007                                |
| Словакия              | Riskuj! (Рискуй!)                                         | JOJ                                                                 | Стефан Бучко Ленка Свирикова-Хриаделова                                                         | 2007—2009 2012                           |
| США                   | Jeopardy!                                                 | NBC                                                                 | Арт ФлемингДисней (прайм-тайм)                                                                  | 1964—1984                                |
| США                   | Jeopardy!                                                 | CBS Media Ventures (синдикация) Дисней (прайм-тайм)                 | Алекс Требек (1984—2021) Маим Бялик (2021-23) Кен Дженнингс (2021 — настоящее время)            | 1984—настоящее время                     |
| Турция                | Riziko! (Рискуй!)                                         | TRT 1 (1994—1996); Kanal 7 (1998—2000)                              | Серхат Хасипасалиоглу                                                                           | 1994—1996 1998-1999 2000                 |
| Турция                | Büyük Risk (Большой риск)                                 | Star TV                                                             | Селчук Йонтем                                                                                   | 2012                                     |
| Узбекистан            | Antiqa Mantiq (Редкостная логика); Я думаю                | TOSHKENT; Oilaviy                                                   | Ганишер Рахматуллаев                                                                            | 2010—2014;2019-настоящее время           |
| Швеция                | Jeopardy! (Рискуй!)                                       | TV4                                                                 | Магнус Харенстам                                                                                | 1991—2005                                |
| Швеция                | Jeopardy! (Рискуй!)                                       | TV4                                                                 | Адам Алсинг                                                                                     | 2006—2007                                |
| Финляндия             | Jeopardy! (Рискуй!)                                       | Nelonen                                                             | Исмо Апелл                                                                                      | Весна 2007                               |
| Франция               | Jeopardy! (Рискуй!)                                       | TF1                                                                 | Филипп Ризоли                                                                                   | 1988—1991                                |
| Хорватия              | Izazov! (Вызов!)                                          | HRT 1                                                               | Драчен Сирицевик, Йоско Локас                                                                   | Ранние 2000-е годы                       |
| Чехия                 | Riskuj! (Рискуй!)                                         | TV Nova                                                             | Павел Свобода Иван Выскочил Ян Красл Пётр Свобода Ян Росак                                      | 1995—2006 2011, 2012                     |
| Эстония               | Kuldvillak! (Золотое руно!)                               | TV3                                                                 | Тээт Маргна, Март Мордисалу                                                                     | 1998—2002 2012—настоящее время           |
| Япония                | クイズグランプリ ! Гран-при викторина                     | Fuji Television                                                     | Хироси Коидзуми                                                                                 | 1970—1980                                |